# San Rafael (Chile)
San Rafael ist eine Stadt und Gemeinde in der Provinz Talca in der Región del Maule in Chile. Bei der Volkszählung im Jahr 2017 hatte sie 9191 Einwohner. Die Gemeinde erstreckt sich über eine Fläche von 263,5 km².

## Geschichte
Die Ursprünge von San Rafael gehen auf die Mitte des 19. Jahrhunderts zurück, als das heutige Gemeindegebiet ein kleines Dorf mit vereinzelten Häusern entlang des Hauptweges war, der Santiago mit dem Süden Chiles verband. Die umliegenden Ländereien gehörten überwiegend zur Hacienda San Rafael, von der der Ort vermutlich seinen Namen erhielt.
Im Jahr 1868 erreichte der Bau der Südbahnlinie das Gebiet, was zur Errichtung einer Eisenbahnstation führte. Diese Station San Rafael wurde zum wirtschaftlichen und sozialen Zentrum des wachsenden Ortes. Mit dem Bahnverkehr kamen Post, Zeitungen und Passagiere, ebenso wurden landwirtschaftliche Produkte, Holz und Tiere verschickt. Rund um die Station entwickelten sich Geschäfte, Märkte und Gaststätten. 1934 spendete der damalige Eigentümer der Hacienda, Manuel Correa Núñez, Flächen für den Bau einer Kirche, eines Sportplatzes, eines Friedhofs und einer Plaza. Auf letzterer wurde später die heutige Schule von San Rafael errichtet.
1942 wurde der Bau der heutigen Ruta 5 Sur (Panamericana) abgeschlossen, die San Rafael durchquert und in zwei Teile trennt. Dies führte zur weiteren Entwicklung der Infrastruktur, unter anderem zum Bau mehrerer Schulen.
Ab den 1980er-Jahren begannen Initiativen zur Erlangung des Gemeindestatus. Trotz anfänglicher Ablehnungen und politischer Hindernisse setzte sich die lokale Bevölkerung weiterhin für die Anerkennung ein. 1989 versprach der Präsidentschaftskandidat Patricio Aylwin die Unterstützung für die Gemeindegründung, ein Versprechen, das er als gewählter Präsident einlöste. Am 22. Dezember 1995 unterzeichnete Präsident Eduardo Frei Ruiz-Tagle das Gesetz Nr. 19.435 zur Schaffung der Gemeinde San Rafael, das am 29. Dezember desselben Jahres im Amtsblatt veröffentlicht wurde.

## Bevölkerung
Laut der Volkszählung des Nationalen Statistikinstituts von 2002 hatte San Rafael 7674 Einwohner (3903 Männer und 3771 Frauen). Davon lebten 3482 (45,4 %) in städtischen Gebieten und 4192 (54,6 %) auf dem Land. Die Bevölkerung wuchs zwischen den Volkszählungen von 1992 und 2002 um 6,5 % (465 Personen). Im Jahr 2017 zählte man 9191 Personen.